# Zwartkinfluiter
De zwartkinfluiter (Pachycephala mentalis) is een zangvogel uit de familie Pachycephalidae (dikkoppen en fluiters).

## Verspreiding en leefgebied
Deze soort is endemisch op de Molukken en telt 3 ondersoorten:
- P. m. tidorensis: Tidore en Ternate (noordelijke Molukken).
- P. m. mentalis: Batjan, Halmahera en Morotai (noordelijke Molukken).
- P. m. obiensis: Obi (westelijk van Nieuw-Guinea).

## Status
De grootte van de populatie is niet gekwantificeerd maar de soort wordt omschreven als algemeen. Op de Rode lijst van de IUCN heeft deze soort de status niet bedreigd.